# Liguilla Pre-Libertadores de América de 1998
La Liguilla Pre-Libertadores de América de 1998 fue la vigésimo quinta edición del Torneo Liguilla Pre-Libertadores de América, correspondiente a la temporada 1998 del fútbol uruguayo. El torneo se disputó en noviembre de ese año.
La función del torneo era clasificar a los equipos para la próxima edición de la Copa Libertadores de América y la Copa Conmebol. El campeón fue Bella Vista, equipo recién ascendido y dirigido por Julio Ribas, que de esta manera lograba su primer título en esta competencia.

## Equipos clasificados
Participaron los 4 mejores equipos posicionados en la Tabla Anual del Campeonato Uruguayo 1998 excluyendo a Nacional, campeón uruguayo y por ende clasificado directamente a la Copa Libertadores (esta es la primera edición de la Liguilla donde quedó excluido el campeón uruguayo).

## Posiciones
| Puesto | Equipo      | Pts | PJ | PG | PE | PP | GF | GC | Dif |
| ------ | ----------- | --- | -- | -- | -- | -- | -- | -- | --- |
| 1º     | Bella Vista | 7   | 3  | 2  | 1  | 0  | 4  | 1  | 3   |
| 2º     | Peñarol (*) | 7   | 3  | 2  | 1  | 0  | 4  | 1  | 3   |
| 3º     | Rentistas   | 3   | 3  | 1  | 0  | 2  | 3  | 3  | 0   |
| 4º     | River Plate | 0   | 3  | 0  | 0  | 3  | 1  | 7  | -6  |

|  | Definen el título y la clasificación a la Copa Libertadores 1999. |
|  | Clasifican a la Copa Conmebol 1999.                               |

(*) Peñarol no puede clasificar a la Copa Conmebol 1999, debido a que ya está invitado para participar de la Copa Mercosur 1999 y no se puede participar de ambas competiciones simultáneas.

### Desempate
| 24 de noviembre de 1998 | Peñarol | 0:1 (0:0) | Bella Vista     | Estadio Centenario, Montevideo |  |
|                         |         |           | Pilipauskas 66' |                                |  |

| Uruguay                                       |
| Campeón Liguilla 1998 Bella Vista 1.er título |

## Clasificados a las Copas internacionales
- Clasificados a la Copa Libertadores 1999
  - Nacional (como campeón uruguayo)
  - Bella Vista
- Clasificados a la Copa Conmebol 1999
  - Rentistas (renunció a participar posteriormente)
  - River Plate (renunció a participar posteriormente)